# 擬結婚通知書
任何國籍的擬結婚人士可以向香港婚姻登記處遞交擬結婚通知書。擬結婚人士須在接收通知書的婚姻登記處和婚姻登記事務及紀錄辦事處公開展示，為期最少15天。無人提出反對，婚禮便可舉行。擬結婚人雙方必須在3個月內結婚，否則該通知書完全作廢。 